# ويس جدعون
ويس جدعون (بالإنجليزية: Wes Gideon)‏ هو لاعب كرة قدم كندية أمريكي، ولد في 28 فبراير 1937 في هيوستن في الولايات المتحدة.

## وصلات خارجية
- ويس جدعون على موقع JustSportsStats.com (الإنجليزية)